# 鏟齒象科
鏟齒象科（學名：Amebelodontidae）為長鼻目下一個已滅絕的科，是現存象的近親，屬於大型草食性哺乳動物。鏟齒象科的物種原先被分類至嵌齒象科下，最近的研究才將牠們重新分類至獨立的科別。

## 食性
在過去，鏟齒象科物種外型類似鏟子的下顎被認為用來於水中鏟起水生植被。然而，透過研究格氏鏟齒象（P. grangeri）與巴氏鏟齒象（P. barnumbrowni）下顎獠牙的磨損形式後，科學家認為牠們其實是棲息於疏林草原的物種，透過下顎獠牙來剝取樹皮或是切斷植物。

## 圖庫
- 古鏟齒象（Archaeobelodon filholi）下顎化石
- 格氏鏟齒象（Platybelodon grangeri）顱骨化石